# 內梅里夫 (利維夫州)

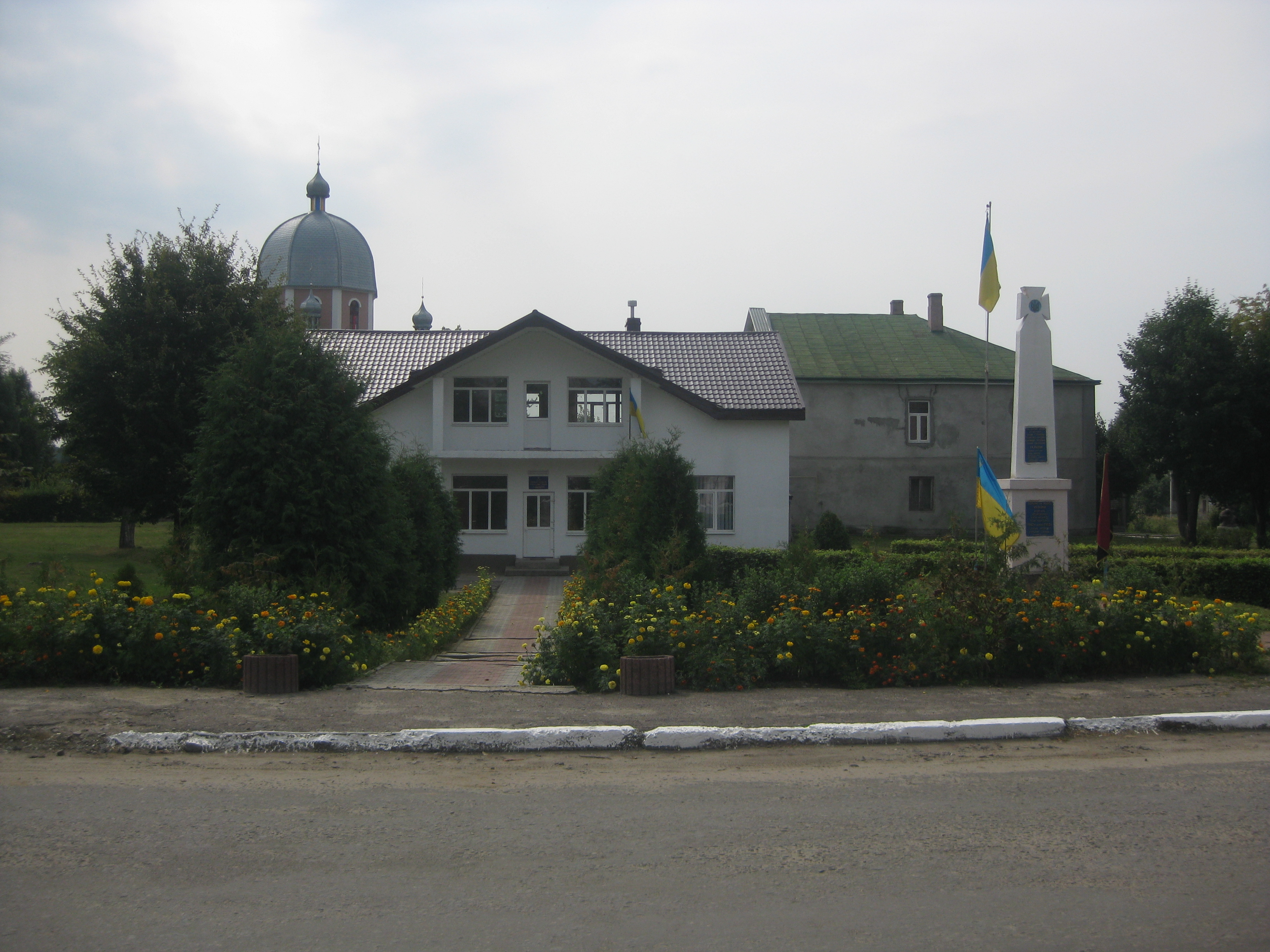
内梅里夫

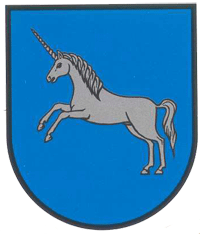
内梅里夫的市徽

内米里夫（烏克蘭語：Немирів），或译为内梅里夫，是烏克蘭西部利沃夫州亞沃里夫區亚沃里夫市镇内的市級鎮。距離拉瓦-魯斯卡21公里，面積1.74平方公里，海拔高度268米，2014年人口2,002，人口密度每平方公里1,150.57人。